# Johann Peter Melchior
Johann Peter Melchior (ur. 8 marca 1747 w Lintorf koło Ratingen, zm. 13 czerwca 1825 w Nymphenburgu) – niemiecki rzeźbiarz i projektant porcelany.
Wcześnie osierocony mieszkał w Lintorf. Uczył się zawodu w Akwizgranie u rzeźbiarza Gebarda Boosa.
Po pobycie w Kolonii i Koblencji znalazł pracę w manufakturze porcelany w Moguncji. Tam w roku 1765 powstały pierwsze jego prace.
Od roku 1768 był mistrzem modelarskim w manufakturze porcelany w Höchst am Main (obecnie dzielnica Frankfurtu nad Menem). W roku 1770 został mianowany nadwornym rzeźbiarzem dworu w Moguncji. Tam poznał Goethego i stworzył medalion z jego portretem.
W latach 1779–1793 był mistrzem modelarstwa w Frankenthal w Palatynacie, w latach 1797-1822 w Nymphenburgu koło Monachium.
W roku 1770 poślubił Marię Barbarę Patz. Został ojcem siedmiorga dzieci.
Oprócz modeli do produkcji wyrobów porcelanowych tworzył rzeźby figuralne w marmurze i alabastrze.

## Bibliografia

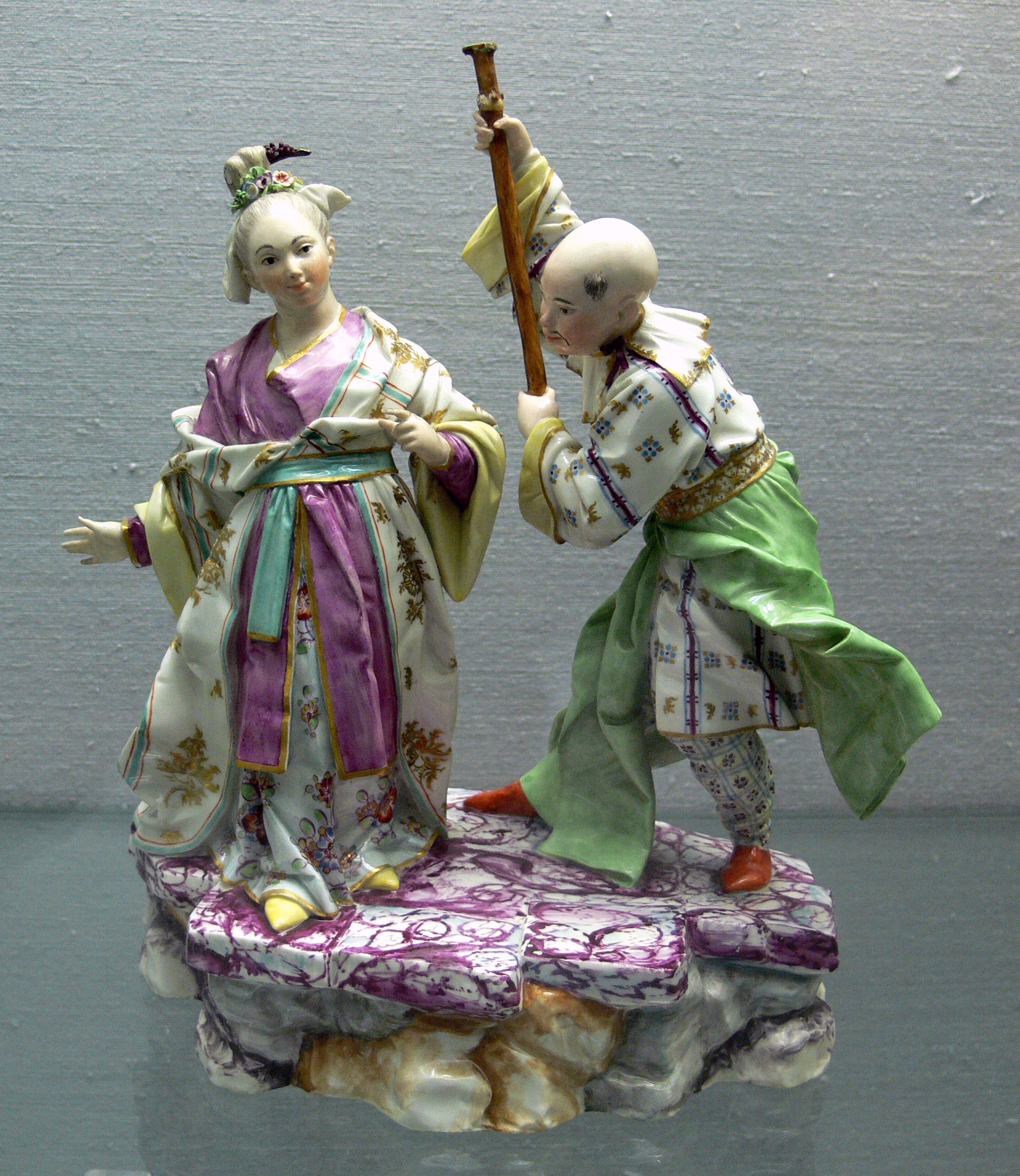
Chinka i jej sługa ok. 1770
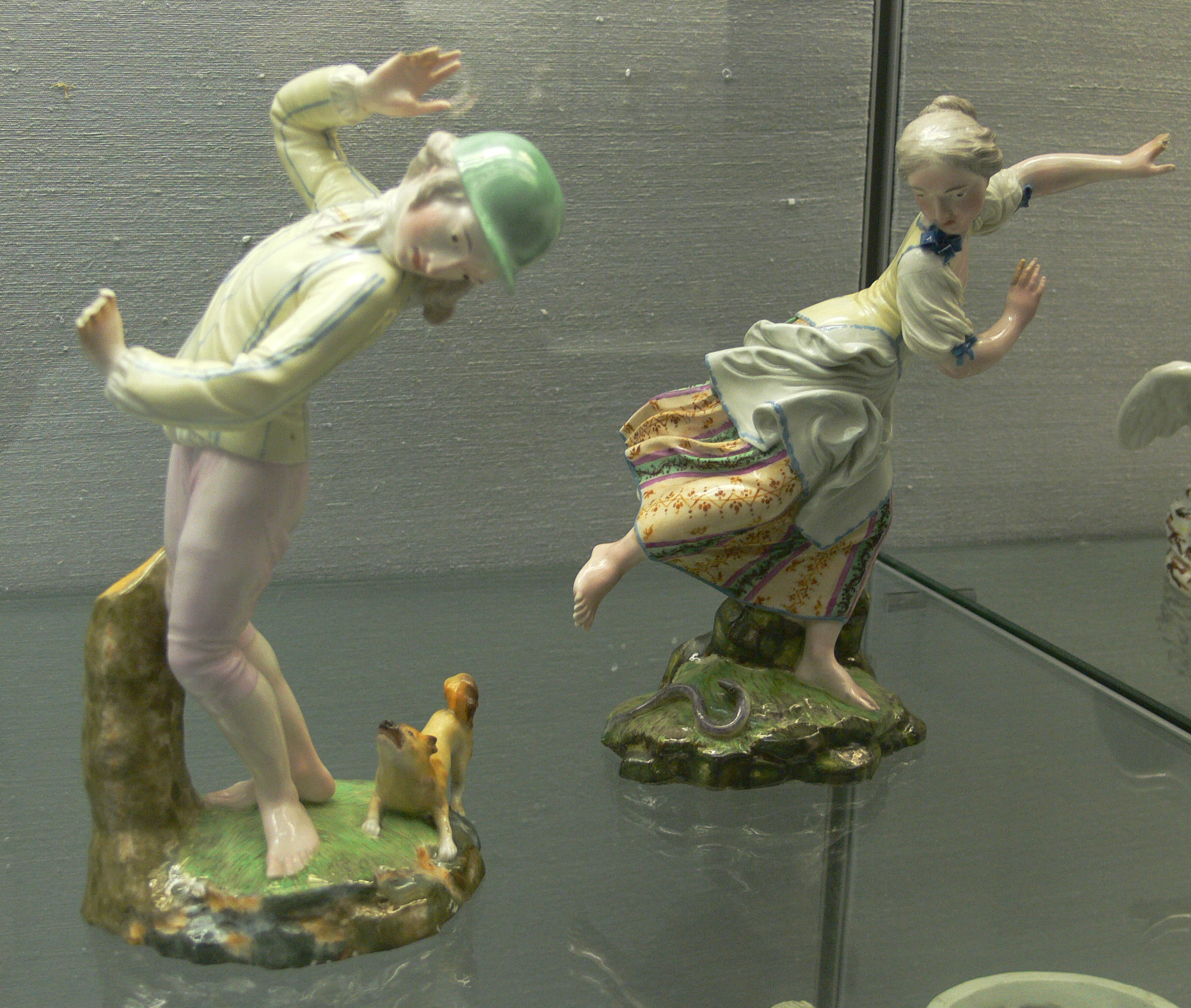
Chłopiec i dziewczynka 1770-1775
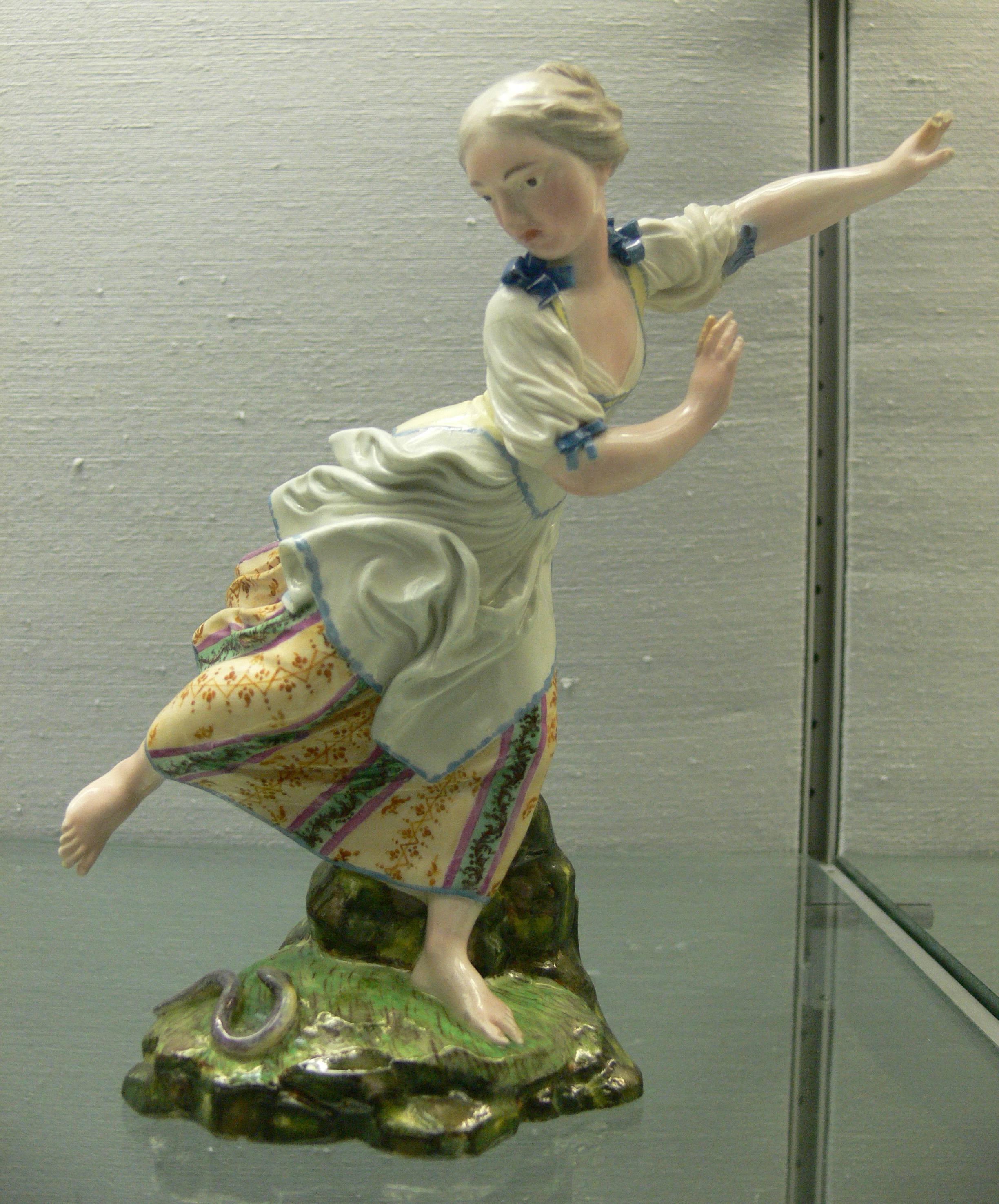
Dziewczynka uciekająca przed wężem 1770-1775
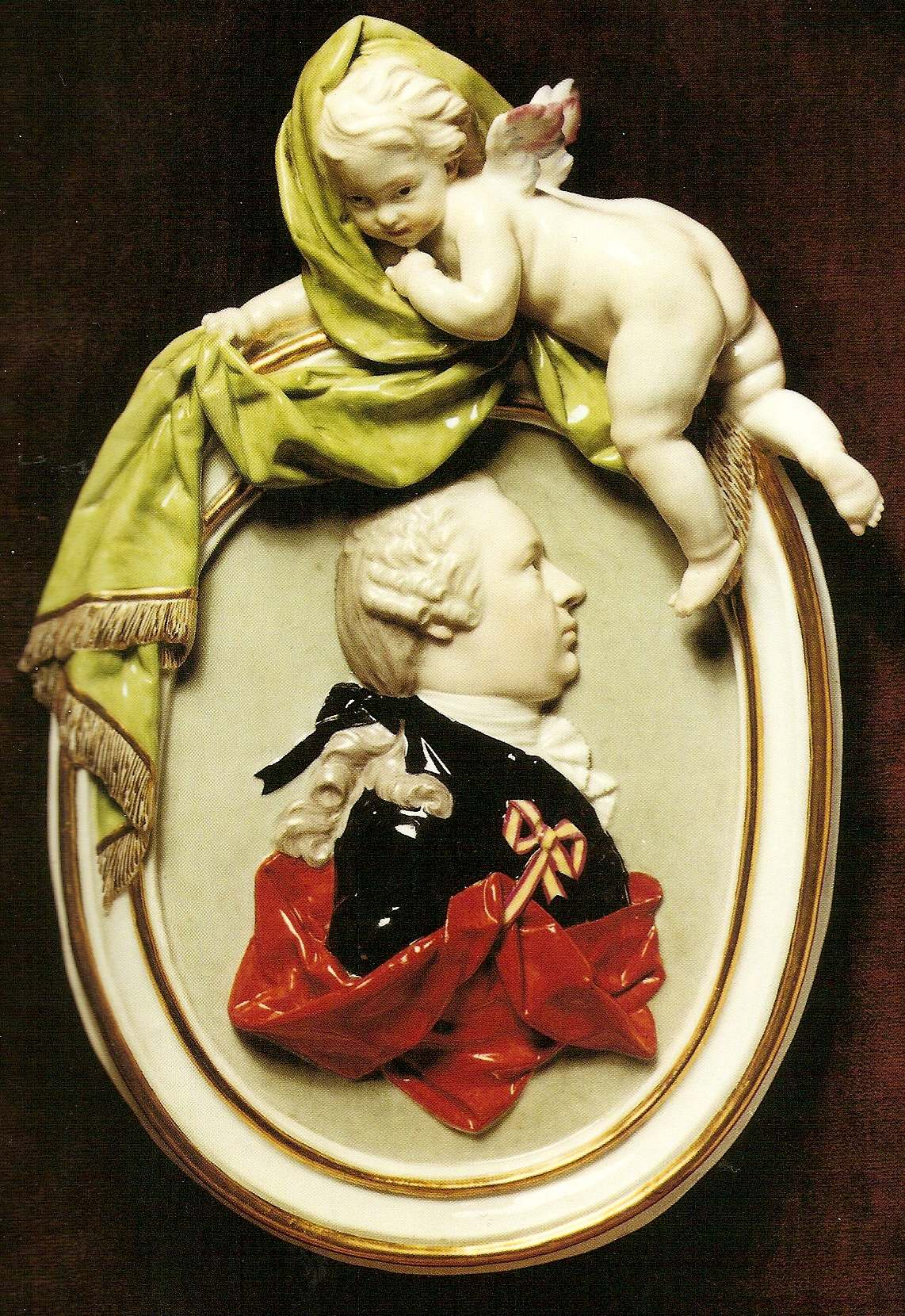
Karl Anseln von Thurn und Taxis (przed 1805)